# 米科拉伊夫卡 (薩赫諾夫希納市鎮)
49°3′47″N 36°0′30″E / 49.06306°N 36.00833°E
米科拉伊夫卡（烏克蘭語：Миколаївка），是烏克蘭的村落，位於該國東部哈爾科夫州，由别列斯京区的薩赫諾夫希納市鎮負責管轄，始建於1870年，面積0.41平方公里，海拔高度164米，2001年人口47，人口密度每平方公里114.6人。